# Abschnittsbefestigung Tischnerberg

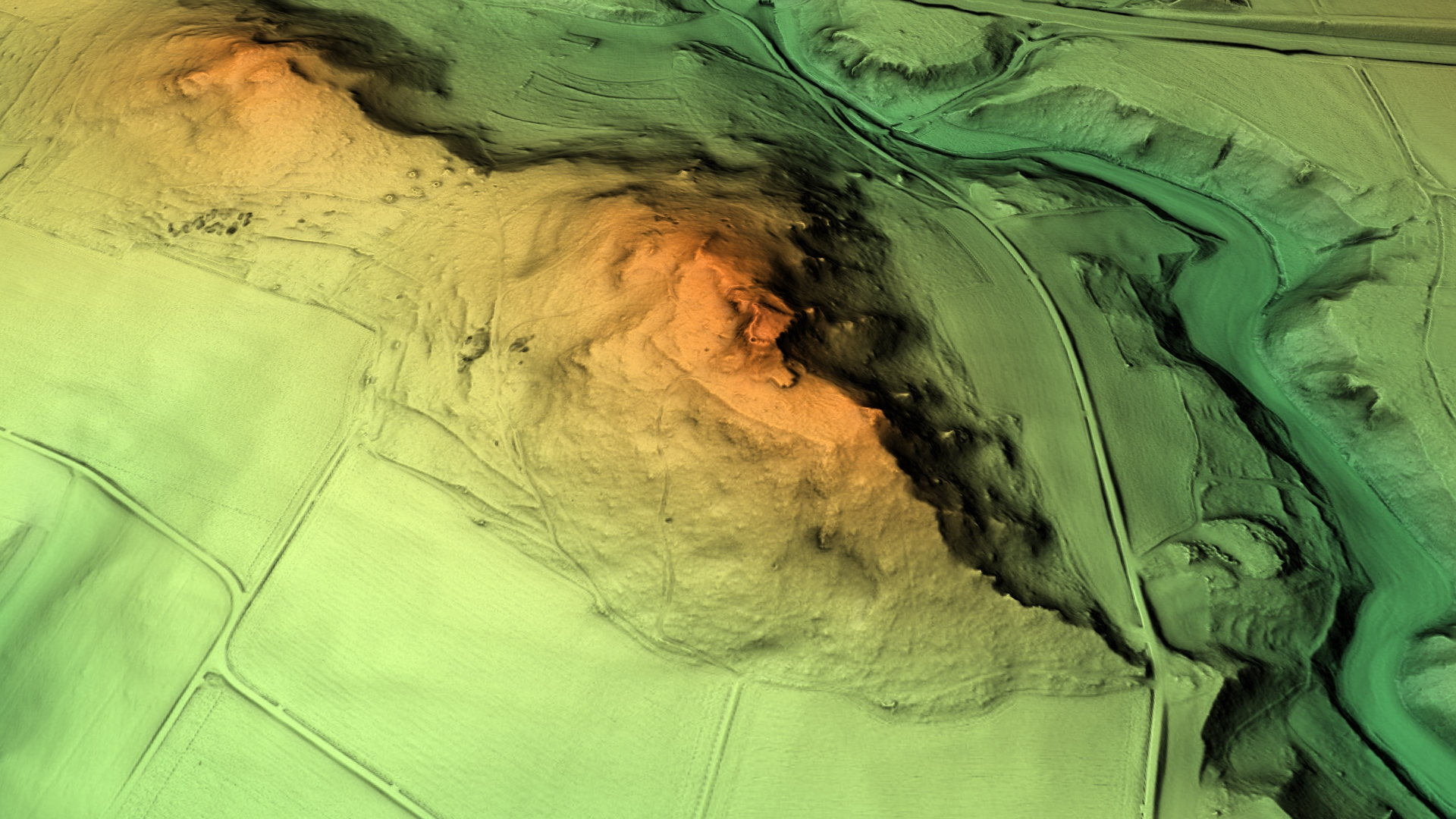
3D-Ansicht des digitalen Geländemodells

Die Abschnittsbefestigung Tischnerberg ist eine abgegangene vor- und frühgeschichtliche Befestigungsanlage auf einem nach Süden gerichteten Bergsporn, dem sogenannten Tischnerberg. Sie liegt rund 1700 Meter östlich der Ortsmitte von Degerndorf in der oberpfälzischen Gemeinde Lupburg in Bayern, Deutschland. Über diese Abschnittsbefestigung sind keine geschichtlichen und archäologischen Informationen bekannt, Keramikscherben-Fundstücke aus dem Inneren der Anlage stammen aus der Vorzeit, während der Hallstattzeit wurde der Berg ebenfalls begangen. Erhalten hat sich von der Anlage nur ein mehrfaches Wall- und Grabensystem. Die Stelle ist als Bodendenkmal Nummer D-3-6836-0037: Wallanlage vor- und frühgeschichtlicher Zeitstellung, Höhensiedlung der Hallstattzeit geschützt.

## Geographische Lage

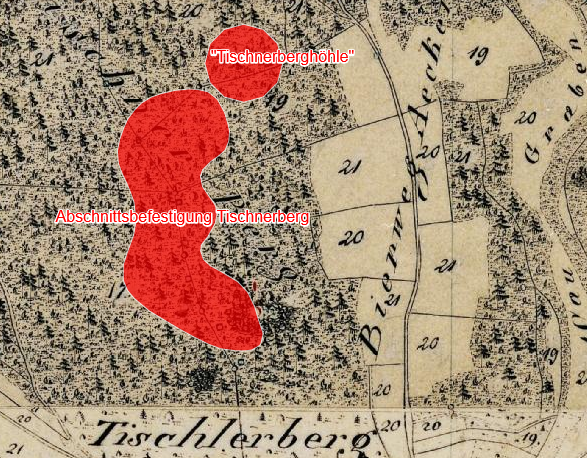
Lageplan der Abschnittsbefestigung Tischnerberg auf dem Urkataster von Bayern

Die Befestigung befindet sich in 535,6 m ü. NN Höhe auf einem nach Süden gerichteten, eine kleine Hochfläche überragenden Bergsporn, der an der Nord- und der Ostseite steil bis zu 85 Höhenmeter in das Trockental Saugraben abfällt. Hier liegt auch ein weiteres Bodendenkmal, die Gottesberger Höhle (F 45), aus der ebenfalls Funde der Jungstein-, der Bronze- sowie der Hallstatt-/Frühlatènezeit stammen. Auch menschliche Skelettreste wurden in der Höhle gefunden. An der Nordwestseite schließt sich eine durch einen Bergsattel verbundene weitere Erhebung an, der wiederum durch einen weiteren Sattel getrennt der Buchberg folgt. Auf dem ersten Sattel befindet sich eine aus mindestens acht Hügeln bestehende Grabhügelgruppe der Bronze-, Hallstatt- und Frühlatènezeit. Im Westen und im Süden fällt der Tischnerberg nur wenig steil zu einer Hochfläche ab, die vom Tal der Schwarzen Laber begrenzt wird.

## Beschreibung
Die Abschnittsbefestigung mit einer unregelmäßig ovalen Innenfläche von 75 mal 20 Meter befindet sich auf der Kuppe am Südende des Tischnerberges und wird zusätzlich durch eine vorgelagerte Befestigung geschützt. Diese Vorbefestigung liegt etwa 50 Meter vor dem Halsgraben des eigentlichen Abschnittswalles an dem nur sanft abfallenden nordwestlichen Ende des Berges, einer etwas niedriger liegenden weiteren Kuppe, die durch einen Sattel mit der Bergkuppe verbunden ist. Sie besteht aus einem etwa 50 Meter langen, sich von Nordost nach Südwest über die gesamte Breite des Bergrückens ziehenden Wall, der noch eine Höhe von einem Meter aufweist. Von der Außenseite des Walles beträgt seine Höhe durch den Abfall des Geländes etwa drei Meter.
Zehn Meter vor dem Abschnittswall quert ein vier Meter breiter und 0,5 Meter tiefer Halsgraben den Rücken, ihm war ein heute fast vollständig verebneter Wall vorgelegt. Die westliche Hangseite des Bergrückens zwischen dem Vorwall und dem Halsgraben scheint zusätzlich künstlich versteilt worden zu sein.
Die eigentliche Abschnittsbefestigung setzt an einem senkrechten Felsabsturz im Südosten an und zieht sich an der steil abfallenden Nordostseite als flacher Wall Richtung Norden. Hier biegt dieser Wall nach Südwest um und überquert den Bergrücken. Anschließend verläuft er auf einer natürlichen und mehrere Meter hohen Felsstufe nach Süden, biegt an der Südspitze der Bergkuppe um und endet etwa zwei Meter vor den senkrechten Felswänden. An dieser Stelle befand sich wohl der frühere Zugang zur Anlage. Die Höhe des Walles beträgt bis zu maximal 1,5 Meter, seine Breite ist stark unterschiedlich. Im Wall befinden sich an der Westseite mehrere tiefe Trichtergruben, die rezenten Ursprunges sind. Die Innenfläche der Befestigung ist durch eine natürliche Geländestufe in einen kleineren und niedriger liegenden Nordteil und in einen etwa doppelt so großen Südteil geteilt.